# Championnat de France de basket-ball 1985-1986
Navigation
Saison précédente Saison suivante
La saison 1985-1986 du championnat de France de basket-ball de Nationale 1 est la 64e édition du championnat de France masculin de basket-ball.
Le championnat de Nationale 1 de basket-ball est le plus haut niveau du championnat de France. Le tenant du titre, Limoges, va tenter de réaliser le doublé. Racing CF est la seule équipe promue pour cette saison. 
Une nouvelle formule du championnat est instaurée pour cette saison. 24 clubs participent à la compétition. Les onze premiers de la saison 1984-1985 et le Racing CF, champion de Nationale 2 1985 disputent un championnat par matchs aller-retour, intitulé Nationale 1A. Les trois derniers de la saison 1984-1985 de Nationale 1 et les équipes classées de la 2e à la 10e place de Nationale 2 de la saison 1984-1985 disputent un championnat sur le même principe, intitulé Nationale 1B. La victoire rapporte 2 points et la défaite 1 point. 
Une seconde phase a lieu où les 24 équipes de Nationale 1 et Nationale 2 sont réparties en trois groupes selon leur classement de la première phase. Les six premières équipes de Nationale 1 et les deux premières de Nationale 2 forment le groupe 1 dont le vainqueur est désigné champion de France ; les équipes classées de la 7e à la 10e place de Nationale 1 et les équipes classées de la 3e à la 6e place de Nationale 2 forment le groupe 2 ; les deux dernières équipes de Nationale 1 et les six dernières équipes de Nationale 2 forment le groupe 3. Chaque groupe dispute un championnat par matchs aller-retour, où la victoire rapporte 2 points et la défaite 1 point. Les deux derniers du groupe 3 sont relégués en Nationale 2.
Orthez a remporté le championnat pour la première fois de son histoire. Clermont et Rennes sont les deux équipes reléguées à l'issue de cette saison 1985-1986.

## Clubs participants
| Clubs          | Salles (Capacités)                                                   | Villes           |
| -------------- | -------------------------------------------------------------------- | ---------------- |
| Antibes        | Salle Salusse Santoni (2000 places)                                  | Antibes          |
| Avignon        | Cosec Saint Chamand                                                  | Avignon          |
| Caen           | Palais des Sports (3000 places)                                      | Caen             |
| Challans       | Salle Michel Vrignaud (2400 places)                                  | Challans         |
| Clermont       | Maison des Sports (5500 places)                                      | Clermont-Ferrand |
| Dijon          | Palais des sports Jean-Michel-Geoffroy (4 628 places)                | Dijon            |
| Grenoble       | Centre sportif Hoche                                                 | Grenoble         |
| Le Mans        | La Rotonde (6000 places)                                             | Le Mans          |
| Limoges        | Palais des Sports de Beaublanc (5500 places)                         | Limoges          |
| Lorient        | Palais des sports Xavier Le Louarn (3300 places)                     | Lorient          |
| ASVEL          | Maison des Sports (2000 places)                                      | Villeurbanne     |
| Monaco         | Salle Gaston Médecin (2500 places)                                   | Monaco           |
| Mulhouse       | Palais des Sports (3700 places)                                      | Mulhouse         |
| Nancy          | Palais des sports Jean Weille (4500 places)                          | Nancy            |
| Nantes         | Palais des sports Beaulieu (4000 places)                             | Nantes           |
| Orthez         | La Moutète (4000 places)                                             | Orthez           |
| Racing CF      | Stade Pierre-de-Coubertin (4200 places) & Gymnase Japy (1500 places) | Paris            |
| Reims          | Complexe René-Tys (2800 places)                                      | Reims            |
| Rennes         | Salle Colette-Besson (2 200 places)                                  | Rennes           |
| Saint-Étienne  | Stadium Pierre Maisonnial (2500 places)                              | Saint-Étienne    |
| Stade français | Stade Géo André                                                      | Paris            |
| Tours          | Palais des Sports (4000 places)                                      | Tours            |
| Vichy          | Palais des sports Pierre Coulon (3300 places)                        | Vichy            |
| Voiron         | Gymnase Henri Chautard                                               | Voiron           |

## Classement de la première phase
La victoire rapporte 2 points et la défaite 1 point. 
- Nationale 1

| Rang | Équipe              | Pts | J  | G  | P  | Pp   | Pc   | Diff |
| ---- | ------------------- | --- | -- | -- | -- | ---- | ---- | ---- |
| 1    | ASVEL               | 39  | 22 | 17 | 5  | 2094 | 1953 | 141  |
| 2    | Orthez              | 38  | 22 | 16 | 6  | 2070 | 1856 | 214  |
| 3    | Limoges (+15) (T)   | 36  | 22 | 14 | 8  | 2171 | 2059 | 112  |
| 4    | Monaco (-15)        | 36  | 22 | 14 | 8  | 2018 | 1962 | 56   |
| 5    | Antibes             | 35  | 22 | 13 | 9  | 1850 | 1758 | 92   |
| 6    | Challans            | 34  | 22 | 12 | 10 | 1876 | 1911 | -35  |
| 7    | Le Mans (+10)       | 31  | 22 | 9  | 13 | 2084 | 2183 | -99  |
| 8    | Avignon (-10)       | 31  | 22 | 9  | 13 | 1970 | 1989 | -19  |
| 9    | Racing CF (P)       | 30  | 22 | 8  | 14 | 1894 | 1920 | -26  |
| 10   | Stade Français (+1) | 29  | 22 | 7  | 15 | 2026 | 2124 | -98  |
| 11   | Vichy (-1)          | 29  | 22 | 7  | 15 | 1884 | 1985 | -101 |
| 12   | Caen                | 28  | 22 | 6  | 16 | 1989 | 2226 | -237 |

|     | Qualification pour le groupe 1 |
|     | Qualification pour le groupe 2 |
|     | Qualification pour le groupe 3 |
| (T) | Tenant du titre 1985           |
| (P) | Promu 1985                     |

- Nationale 2

| Rang | Équipe        | Pts | J  | G  | P  | Pp   | Pc   | Diff |
| ---- | ------------- | --- | -- | -- | -- | ---- | ---- | ---- |
| 1    | Saint-Étienne | 40  | 22 | 18 | 4  | 2389 | 2164 | 225  |
| 2    | Tours (+6)    | 36  | 22 | 14 | 8  | 1974 | 1912 | 62   |
| 3    | Nantes (-6)   | 36  | 22 | 14 | 8  | 1996 | 1969 | 27   |
| 4    | Mulhouse      | 35  | 22 | 13 | 9  | 2148 | 1994 | 154  |
| 5    | Nancy (+5)    | 34  | 22 | 12 | 10 | 2117 | 2036 | 81   |
| 6    | Lorient (0)   | 34  | 22 | 12 | 10 | 2114 | 2124 | -10  |
| 7    | Reims (-5)    | 34  | 22 | 12 | 10 | 2060 | 2010 | 50   |
| 8    | Clermont      | 33  | 22 | 11 | 11 | 2107 | 2092 | 15   |
| 9    | Dijon         | 31  | 22 | 9  | 13 | 2061 | 2107 | -46  |
| 10   | Voiron (+1)   | 29  | 22 | 7  | 15 | 2111 | 2287 | -176 |
| 11   | Rennes (-1)   | 29  | 22 | 7  | 15 | 1997 | 2148 | -151 |
| 12   | Grenoble      | 25  | 22 | 3  | 19 | 2070 | 2301 | -231 |

|  | Qualification pour le groupe 1 |
|  | Qualification pour le groupe 2 |
|  | Qualification pour le groupe 3 |

## Classement de la deuxième phase
La victoire rapporte 2 points et la défaite 1 point. 
- Groupe 1